# Герб города Люксембурга
Герб города Люксембург представляет собой официальную символику города Люксембург, столицы Великого Герцогства Люксембург.

## Геральдическое описание
В серебряном щите с 5 горизонтальными лазурными полосами червлёный восстающий лев с раздвоенным и скрещенным хвостом, коронованный золотой короной.
Герб города является малым гербом Люксембургского герцогства и имеет тот же гербовый щит, что и герб страны, однако лишь за тем исключением, что в городском гербе отсутствуют все остальные геральдические элементы.